# Waadtländer und Freiburger Voralpen (SOIUSA)

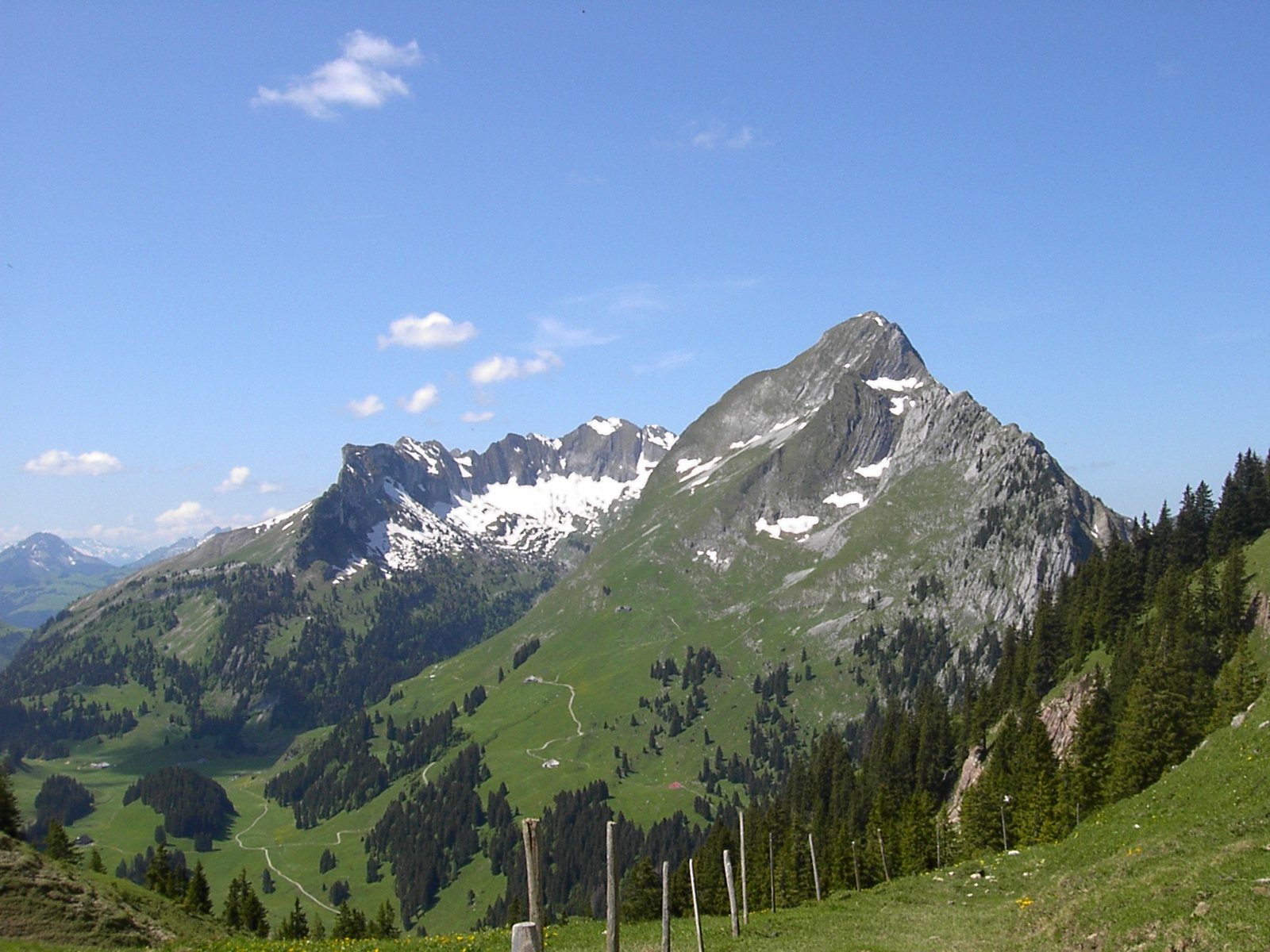
Dent de Brenleire (rechts vorne) und Vanil Noir (hinten)

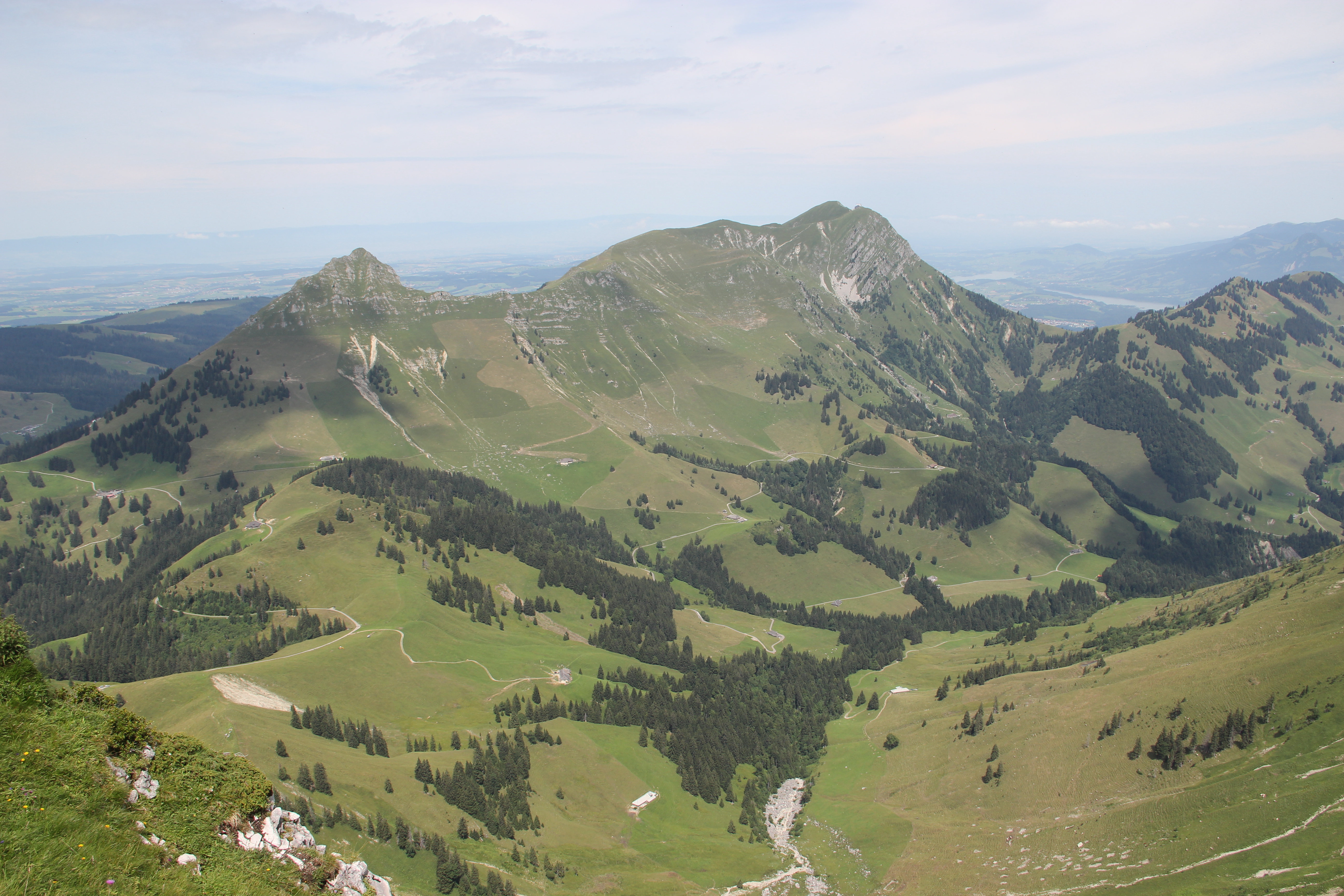
Teysachaux und Moléson, vom Dent de Lys gesehen

Die Waadtländer und Freiburger Voralpen bzw. Préalpes Vaudoises et Fribourgeoises sind nach dem nicht international anerkannten Vorschlag SOIUSA von Sergio Marazzi zur Kategorisierung der Alpen der Unterabschnitt 14.I und eine Zusammenfassung der Freiburger Voralpen und der Waadtländer Voralpen. Sie sind Teil des Abschnitts 14, der Schweizer Voralpen. Die Waadtländer und Freiburger Voralpen befinden sich in der Westschweiz in den Kantonen Freiburg, Bern und Waadt. Der höchste Gipfel der Waadtländer Voralpen ist Le Tarent (2548 m ü. M.) im Kanton Waadt. Der Vanil Noir (2389 m ü. M.) auf der Grenze zwischen den Kantonen Freiburg und Waadt ist die höchste Erhebung sowohl der Freiburger Voralpen als auch des Kantons Freiburg.

## Abgrenzung (nach SOIUSA)
Sie grenzen:
- im Norden und Westen an das Mittelland, begrenzt durch (von Nordost nach Südwest) Kalte Sense, Ärgera, Lac de la Gruyère, Sionge und Veveyse
- im Südwesten an den Genfersee und das Rhonetal
- im Süden an die Waadtländer Alpen, begrenzt durch (von West nach Ost) Gryonne-Tal, Col de la Croix, Dar und Col du Pillon
- im Osten an die Berner Voralpen, getrennt durch (von Süd nach Nord) Saane, Saanenmöser, Kleine Simme, Simme, Chänelpass und Muscheren Sense

## Freiburger Alpen
Nach anderer Einteilung wird beinahe das identische Gebiet Freiburger Alpen, französisch Alpes Fribourgeoises, genannt. Der Unterschied besteht lediglich darin, dass die Abgrenzung stringent am Prinzip der Prominenzsystematik vorgenommen wird. Die Berge Le Chamossaire und Chaux Ronde im äussersten Süden der Waadtländer Voralpen, die direkte Anbindung an das Massiv Les Diablerets haben, von der Hauptgruppe der Waadtländer Voralpen aber durch das Tal der Grande Eau abgetrennt sind, sind entsprechend nicht Teil der Freiburger Alpen. Dafür wird das Massiv um Stockhorn, Gantrisch, Ochse und Schibe, das am Chänelpass an die Freiburger Voralpen angebunden, vom übrigen Gebiet der Berner (Vor-)Alpen aber durch das Simmental getrennt ist, in die Freiburger Alpen einbezogen.

## Bedeutende Gipfel (mit einer Schartenhöhe über 400m)
Waadtländer Voralpen
- Le Tarent – 2548 m (Sh: 1002 m), bildet mit La Pare (2540 m; Sh: 89 m) und Châtillon (2478 m; Sh: 103 m) einen Dreiergipfel.
- Gummfluh – 2458 m (Sh: 575 m)
- Witteberghore – 2350 m (Sh: 464 m)
- Tour d’Aï – 2331 m (Sh: 886 m), bildet mit der Tour de Mayen (2327 m; Sh: 185 m) einen Doppelgipfel.
- Gros Van – 2189 m (Sh: 529 m), bildet mit dem Mont d'Or (2175 m; Sh: 77 m) einen Doppelgipfel.
- Rochers de Naye – 2042 m (Sh: 582 m)
- Pointe d'Aveneyre – 2027 m (Sh: 405 m); bildet mit dem nordöstlich gelegenen Pt. 2011 m (Sh: ca. 115 m) einen Doppelgipfel.
- Dent de Corjon – 1967 m (Sh: 580 m)

Freiburger Voralpen
- Vanil Noir – 2389 m (Sh: 1115 m), bildet mit Sur Combe Vanil de l'Écrit (2376 m; Sh: 137 m) und Pointe de Paray (2375 m; Sh: 140 m) einen Dreiergipfel.
- Dent de Savigny – 2252 m (Sh: 848 m), bildet mit der Dent de Ruth (2236 m; Sh: ca. 180 m) einen Doppelgipfel.
- Schafberg – 2239 m (Sh: 731 m). Nördlich liegt die deutlich bekanntere, aber niedrigere Kaiseregg (2185 m; Sh: 190 m).
- Hochmatt – 2152 m (Sh: 429 m); bildet mit dem Cheval Blanc (2147 m; Sh: ca. 65 m) einen Doppelgipfel.
- Schopfenspitz (Gross Brun) – 2104 m (Sh: 537 m). Die nordöstlich gelegene Chörblispitz ist nur 1 m niedriger (2103 m; Sh: 176 m).
- Hundsrügg – 2047 m (Sh: 413 m)
- Dent de Lys – 2014 m (Sh: 502 m). 3 km weiter südlich liegt der bedeutende Gipfel Vanil des Artses (1992 m; Sh: 290 m).
- Bäderhore – 2009 m (Sh: 405 m)
- Moléson – 2002 m (Sh: 509 m)

Anmerkung: «Schartenhöhe» wird mit Sh abgekürzt.

## Belege
1. ↑  Lage & Höhe gemäß SwissTopo
2. ↑  Ernst Höhne: Knaurs Lexikon für Bergfreunde / Die Alpen zwischen Matterhorn und Bodensee. Droemer Knaur, München 1987, ISBN 3-426-26223-1, S. 104 f.
3. ↑  Bergalbum nach Johannes Führer in «Bergwelt» 1980, S. 38 ff.